# Sagrada Familia (Bidau Santana)
Sagrada Familia (deutsch Heilige Familie) ist eine osttimoresische Aldeia. Sie liegt im Osten des Sucos Bidau Santana (Verwaltungsamt Cristo Rei, Gemeinde Dili). In Sagrada Familia leben 2276 Menschen (2015).

## Lage und Einrichtungen

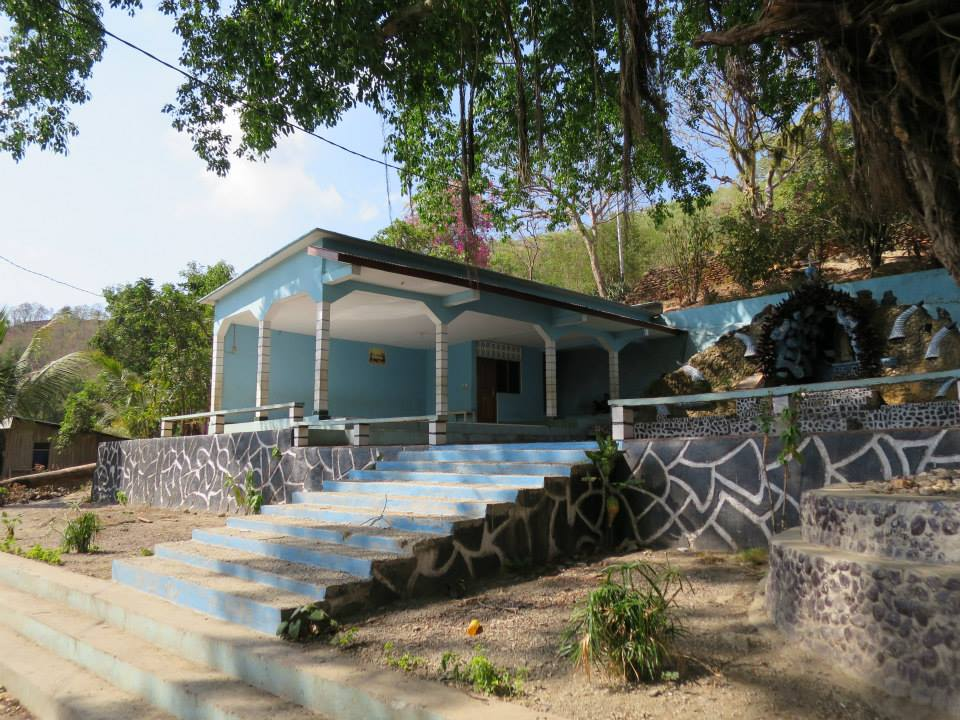
Gruta de Bidau Masau

Sagrada Familia liegt im Osten des Sucos und nimmt mehr als zwei Drittel der Fläche des Sucos ein. Der Benamauc, ein Quellfluss des Mota Claran bildet die südliche Grenze zu den Sucos Culu Hun und Becora. Östlich liegt der Suco Camea und nördlich der Suco Meti Aut. Der Großteil der Bevölkerung lebt im Norden im Ortsteil Masau und anderen Siedlungen am Mota Claran. Nach Norden hin steigt die Landschaft merklich an. Die Hügel sind kaum besiedelt.
In Masau befindet sich die Escola Primaria No. 2 Bidau Masau und die Gruta de Bidau Masau.